# Рогожарски СИМ-VI
СИМ - VI је југословенски авион школски / спортско туристички двоседи, једномоторни нисококрилац који је произведен 1937. године у југословенској фабрици авиона Рогожарски из Београда.

## Пројектовање и развој
Авион СИМ-VI је пројектовао инжењер Сима Милутиновић почетком 1930.-тих година у жељи да направи лаки и у експлоатацији јефтин авион за обуку пилота који би омогућио лакшу популаризацију и омасовљење спортског ваздухопловства. Овај пројект је лежао у фиоци све до 1936. године када су се стекли услови да се направи један прототип овог авиона. Прототип је направљен у фабрици Рогожарски а први пробни лет је обављен 1937. год. Авион је намењен цивилној употреби тј. обуци спортских пилота, демонстрационим и туристичким летовима.

## Технички опис
Авион је био нисококрилни једнокрилац са једним четворо цилиндричним редним мотором Walter Mikron снаге 50 KS, дрвеном двокраком елисом, са два члана посаде који су седели у тандем распореду, један иза другог.
Авион је био дрвене конструкције пресвучене платном. Крила су танког профила свега 6% трапезастог облика са заобљеним крајевима. Са сваке стране, крила су била затегнута профилисаним жичаним затегама.

### Варијанта авиона
Одмах након завршених испитивања у лету авиона СИМ-VI инж. Милутиновић се прихватио отклањању уочених недостатака тако да је већ до краја 1937. године у Рогожарском направљена нова варијанта овог авиона која је добила ознаку СИМ-VI-а.
У односу на свог претходника овај авион се разликовао пре свега што је имао уграђен нешто снажнији мотор Walter Mikron II снаге 44 (тј. 60KS). Повећање снаге мотора захтевало је ојачавање основне конструкције авиона што је инж. Милутиновић искористио за опште побољшање авиона. Наиме, код авиона СИМ-VI–а је повећана релативна дебљина крила са 6% на 15% па су због повећане чврстоће крила избачене жичане затеге а крила су до половине размаха била пресвучена лепенком уместо платном што је побољшало општу крутост авиона. То је такође омогућило побољшање стајног трапа и аеродинамичке карактеристике новог авиона, док му је маса незнатно повећана.

#### Опште карактеристике авиона
- Посада: 2 члана
- Дужина авиона: 7,16
- Размах крила: 9,4
- Површина крила: 14,6
- Маса празног авиона: 315
- Укупна полетна маса: 515
- Погонска група: 1 х Walter Mikron II снаге 44 (тј. 60KS) четвороцилиндрични линијски мотор

#### Перформансе авиона
- Максимална брзина: 160
- Минимална брзина: 68
- Долет: 480
- Практичан плафон лета: 4.500 m.

## Оперативно коришћење

### Коришћење авиона
Након успешног испитивања и регистрације (YU-PDX) авион СИМ-VI је откупила Средишња управа Аероклуба која га је користила на ваздухопловним митинзима и за обуку и тренажу спортских пилота. У серијску производњу авион није ушао јер се није могао користити на мањим и недовољно уређеним аеродромима који су се обично налазили у унутрашњости земље.
Испитивања у лету која су обављена на аеродрому у Земуну су показала да је авион СИМ-VI–а има нешто боље карактеристике од свог претходника он је за разлику од њега могао да изводи и основне акробације. Након добијања пловидбене дозволе авион је регистрован цивилним ознакама -{YU-PEZ} и њега је откупила Средишња управа Аероклуба. Авион је коришћен све до почетка рата 1941. године на аеро-митинзима, за тренажу пилота и спортска такмичења. Пилот инж. Арсенијевић, учествовао је са овим авионом на спортском такмичењу Кружни лет спортских авиона кроз државе Мале Атанте 1938. године којом приликом је етапно прелетео 3.274 km остваривши просечну брзину од 151,01 km/h.
Пилоти који су летели овим авионом сматрали су да је авион покретљив и лак за управљање и летење, али поред добрих особина и релативно ниске цене СИМ-VI–а није рађен у серији јер није могао да победи традиционалан, емпиријски приступ (робустан и снажан авион је добар авион). Уочи рата овај авион је укључан у ВВ (Војно ваздухопловство) и коришћен као авион за везу, уништен је приликом бамбардовања ратног аеродрома Лазаревац 7. априла 1941. године.

## Земље које су користиле овај авион
| - Југославија: |